# Mikko Uusipaikka
Mikko Uusipaikka (* 22. März 1976 in Toholampi) ist ein ehemaliger finnischer Biathlet.
Mikko Uusipaikka lebt und trainierte in Ullava, wo er für UK Ullava antrat. 1994 begann er mit dem Biathlonsport. Sein Debüt im Biathlon-Weltcup gab er zum Auftakt der Saison 1998/99 in Hochfilzen und wurde 58. eines Einzels. Schon auf der folgenden Station des Weltcups in Osrblie gewann er als 21. des Sprints und 23. der Verfolgung erstmals Weltcuppunkte. Der 21. Rang im Sprint war zudem sein bestes Resultat im Weltcup. Zudem wurde er an der Seite von Ville Räikkönen, Paavo Puurunen und Vesa Hietalahti Fünfter mit der finnischen Staffel. In Ruhpolding wurde die finnische Staffel in derselben Besetzung nur wenig Später Dritter. Höhepunkt einer erfolgreichen Saison wurden die Biathlon-Weltmeisterschaften 1999 in Kontiolahti, wo der Finne 45. des Sprints und 57. der Verfolgung wurde. Mit der Staffel, die erneut in der Besetzung Räikkönen – Hietalahti – Uusipaikka – Puurunen antrat, lief er auf den sechsten Platz. In den folgenden Saisonen erreichte Uusipaikka nie wieder Weltcuppunkte. Am Holmenkollen in Oslo nahm er 2000 nochmals an einer WM teil, bei der er im Einzel 50. wurde. Nach drei Jahren Weltcuppause bestritt Uusipaikka 2003 nochmals mehrere Rennen im Weltcup, beendete dann aber seine Karriere.

## Platzierungen im Biathlon-Weltcup
Die Tabelle zeigt alle Platzierungen (je nach Austragungsjahr einschließlich Olympische Spiele und Weltmeisterschaften).
- 1.–3. Platz: Anzahl der Podiumsplatzierungen
- Top 10: Anzahl der Platzierungen unter den ersten zehn (einschließlich Podium)
- Punkteränge: Anzahl der Platzierungen innerhalb der Punkteränge (einschließlich Podium und Top 10)
- Starts: Anzahl gelaufener Rennen in der jeweiligen Disziplin

| Platzierung | Einzel | Sprint | Verfolgung | Massenstart | Team | Staffel | Gesamt |
| ----------- | ------ | ------ | ---------- | ----------- | ---- | ------- | ------ |
| 1. Platz    |        |        |            |             |      |         |        |
| 2. Platz    |        |        |            |             |      |         |        |
| 3. Platz    |        |        |            |             |      | 1       | 1      |
| Top 10      |        |        |            |             |      | 12      | 12     |
| Punkteränge |        | 1      | 1          |             |      | 13      | 15     |
| Starts      | 6      | 16     | 5          | 1           |      | 13      | 41     |